# Маркин, Леонид Владимирович
Леонид Владимирович Маркин — советский хозяйственный, государственный и политический деятель.

## Биография
Родился в 1928 году в Ленинск-Кузнецке. Член КПСС.
С 1951 года — на хозяйственной, общественной и политической работе. В 1951—1990 гг. — мастер, начальник технического отдела цеха, старший инженер-конструктор, начальник цеха, начальник отдела технического контроля, главный инженер Барнаульского завода транспортного машиностроения, начальник Главного управления дизелестроения Министерства тяжелого и транспортного машиностроения СССР, заместитель директора по научно-исследовательской работе, директор Алтайского научно-исследовательского института технологии и машиностроения, директор Барнаульского завода транспортного машиностроения.
Избирался депутатом Верховного Совета СССР 10-го созыва.
Умер в Барнауле в 1996 году.